# 道昌
道昌（どうしょう、延暦17年3月8日（798年3月29日、一説に延暦18年） - 貞観17年2月9日（875年3月20日））は、平安時代前期の真言宗僧。俗姓は秦氏。讃岐国香川郡香河郡の出身。

## 略歴
14歳で奈良元興寺の明澄に三論教学を学んだ。年分度者として弘仁9年(818年)、東大寺で得度、受戒した後、天長5年(828年)、神護寺（あるいは東寺）で空海に真言密教を学び灌頂を受けた。天長6年(829年、に現在の京都嵯峨嵐山の中腹にある葛井寺（かどのいでら）に参籠し、空海の修した虚空蔵求聞持法を自らも修した。同寺には虚空蔵菩薩を安置して中興、後の貞観10年(868年)に寺号を法輪寺に改めた。
天長7年(830年)、仏名会に参列した折に淳和天皇に召された。天皇は、「君主の殺生と臣下の殺生のどちらが罪が重いのか？」と尋ねた。道昌は「君主は己の贅沢のために殺生を行うためにその罪は重いが、臣下の中には生活のためにやむを得ず殺生を行う者もいる。なのに君主はそれすら禁止している。従って、君主による山沢からの供御のほうが殺生の罪が深い」と説いた。これを聞いた淳和天皇は、以降は贅沢のための殺生を戒め倹約を行う一方、山沢の禁を緩めて貧しい者が狩漁によって食を得ることを許したという（『日本三代実録』『元亨釈書』）。これを機に道昌は宮中の仏名懺悔の導師となり、貞観16年(874年)までつとめ上げている。後に淳和天皇皇子の恒貞親王が、承和の変で廃太子とされ出家した際、道昌はこれを弟子に迎えている。
薬師寺最勝会、興福寺維摩法会の講師など多くの法会に招かれており、生涯までに講じた法華経は570回にのぼった。承和3年(836年)には広隆寺・隆城寺・元興寺の別当を歴任している。貞観6年(864年)、権律師に任じられ4年後に律師となり、貞観16年(874年)には少僧都まで昇進した。
承和年間(834年－848年、貞観年中(859年～877年)の説もある)、京から法輪寺への大堰川(現在の桂川)の架橋をはじめ、洪水対策として堤防を改築するなどし、行基の再来と称された。